# Amaktie Maasie
Amaktie Maasie (Paramaribo, Surinam, 27 de noviembre de 1982) es un futbolista surinamés que juega en la posición de delantero. Su actual equipo es el Inter Moengotapoe, de la SVB Hoofdklasse de Surinam. Es uno de los atacantes más prolíficos en la historia del fútbol surinamés puesto que consiguió ser el mejor goleador de la Primera división de Surinam en tres oportunidades.

## Carrera profesional
Maasie comenzó su carrera en el SV Leo Victor, en el 2002, siendo el goleador de la SVB Hoofdklasse 2002-03 con 18 anotaciones. Posteriormente se desempeñó en el SV Robinhood a partir del 2004, con buenas estadísticas a su favor, ya que consiguió anotar 20 goles en la temporada 2005-06. Fue traspasado al Inter Moengotapoe en la temporada 2007-08, completando una buena campaña al marcar 16 goles, uno menos que el goleador de la temporada Ifinildo Vlijter. Sin embargo su consagración con el Inter Moengotapoe llegaría dos años después al ser el goleador de Primera división dos veces seguidas en las temporadas 2009-10 (13 goles) y 2010-11 (19 goles).
Maasie nunca llegó a ser internacional con la Selección de fútbol de Surinam aunque sí disputó un partido ante Guatemala con la selección olímpica en el 2003.

### Clubes como futbolista
| Club              | País    | Año       |
| ----------------- | ------- | --------- |
| SV Leo Victor     | Surinam | 2002-2004 |
| SV Robinhood      | Surinam | 2004-2007 |
| Inter Moengotapoe | Surinam | 2007-act. |

## Palmarés

### Campeonatos nacionales
| Título           | Club              | País    | Año/Temporada |
| ---------------- | ----------------- | ------- | ------------- |
| Copa de Surinam  | SV Leo Victor     | Surinam | 2003          |
| Supercopa        | SV Leo Victor     | Surinam | 2003          |
| Primera división | SV Robinhood      | Surinam | 2004-05       |
| Copa de Surinam  | SV Robinhood      | Surinam | 2006          |
| Copa de Surinam  | SV Robinhood      | Surinam | 2007          |
| Supercopa        | Inter Moengotapoe | Surinam | 2007          |
| Primera división | Inter Moengotapoe | Surinam | 2007-08       |
| Primera división | Inter Moengotapoe | Surinam | 2009-10       |
| Supercopa        | Inter Moengotapoe | Surinam | 2010          |
| Primera división | Inter Moengotapoe | Surinam | 2010-11       |
| Supercopa        | Inter Moengotapoe | Surinam | 2011          |
| Copa de Surinam  | Inter Moengotapoe | Surinam | 2012          |
| Supercopa        | Inter Moengotapoe | Surinam | 2012          |
| Primera división | Inter Moengotapoe | Surinam | 2012-13       |
| Supercopa        | Inter Moengotapoe | Surinam | 2013          |
| Primera división | Inter Moengotapoe | Surinam | 2013-14       |